# Provinz Carangas
Carangas ist eine Provinz im nördlichen Teil des Departamento Oruro im südamerikanischen Anden-Staat Bolivien.

## Lage
Die Provinz Carangas ist eine von sechzehn Provinzen im Departamento Oruro. Sie liegt zwischen 17° 59' und 18° 54' südlicher Breite und zwischen 67° 09' und 67° 45' westlicher Länge.
Sie grenzt im Nordwesten an die Provinz San Pedro de Totora, im Westen an die Provinz Sajama, im Südwesten an die Provinz Litoral, im Südosten an die Provinz Sud Carangas, im Osten an die Provinz Saucarí und im Nordosten an die Provinz Nor Carangas.
Die Provinz erstreckt sich in Nord-Süd-Richtung über 105 Kilometer und in Ost-West-Richtung über 75 Kilometer.

## Bevölkerung
Die Einwohnerzahl der Provinz Carangas ist in den vergangenen drei Jahrzehnten auf mehr als das Doppelte angestiegen:
| Jahr | Einwohner | Quelle       |
| ---- | --------- | ------------ |
| 1992 | 7 930     | Volkszählung |
| 2001 | 10 505    | Volkszählung |
| 2012 | 11 071    | Volkszählung |
| 2024 | 19.000    | Volkszählung |

Wichtigstes Idiom der Provinz ist Aymara, das von 94 Prozent der Bevölkerung gesprochen wird, vor Spanisch (84 Prozent) und Quechua (13 Prozent). 43,1 Prozent der Bevölkerung sind jünger als 15 Jahre alt. (2001)
92,5 Prozent der Bevölkerung haben keinen Zugang zu Elektrizität, 98,1 Prozent leben ohne sanitäre Einrichtung (1992).
79,8 Prozent der Erwerbstätigen arbeiten in der Landwirtschaft, 0,1 Prozent im Bergbau, 3,5 Prozent in der Industrie, 16,6 Prozent im Dienstleistungsbereich (2001).
72 Prozent der Einwohner sind katholisch, 23 Prozent sind evangelisch (1992).

## Gliederung
Die Provinz unterteilte sich bei der letzten Volkszählung von 2024 in die folgenden beiden Verwaltungsbezirke (bolivianisch „Municipios“):
- 04-0301 Municipio Corque – 16.020 Einwohner
- 04-0302 Municipio Choquecota – 2.980 Einwohner

## Ortschaften in der Provinz Carangas
- Municipio Corque
  - Opoqueri 1042 Einw. – Corque 1000 Einw. – San José de Kala 885 Einw. – San Antonio de Nor Cala 310 Einw. – Villa Esperanza 291 Einw. – San Pedro de Huaylloco 289 Einw. – Caracota 254 Einw. – Laca Laca Quita Quita 238 Einw. – Villa Copacabana 227 Einw. – Payoco 152 Einw. – Ancaravi 106 Einw.

- Municipio Choquecota
  - Andapata 341 Einw. – Choquecota 194 Einw.